# Spyro Kyropoulos
Spyro Kyropoulos (griechisch Σπυρίδων Κυρόπουλος), gelegentlich auch Spiro (griechisch Σπύρος; * 1887; † 1967 in den USA), war ein griechisch-deutscher Physiker. Nach ihm ist das Nacken-Kyropoulus-Verfahren zur Kristallzüchtung benannt. Später arbeitete er auch auf dem Gebiet der Schmierstoffe.

## Leben
Obwohl der Familienname eine peloponnesesische Herkunft nahelegt, findet sich in der Biografie seines Sohnes Peter Kyropoulos, der wie sein Vater in den 1950er-Jahren am California Institute of Technology arbeitete, der Hinweis, dass die Familie aus Makedonien stammt.
Spyro Kyropoulos promovierte 1911 in Leipzig und habilitierte 1931 in Göttingen, im gleichen Jahr war die Erteilung der venia legendi für Physikalische Technologie. 1936 emigrierte Kyropoulos mit seiner Familie in die USA, weil starke Differenzen zum nationalsozialistischen politischen System auftraten. 
Am 17. August versammelten sich SA-Männer vor dem Haus der jüdischen Familie Gräfenberg. Sie beschimpften Frau Kyropoulos, die im Nachbarhaus wohnte. Als sie dann ihr Haus betraten, stellte sie sich mit einem Knüppel entgegen und sagte „Ich schlage euch alle nieder, euch Schweinevolk, und wenn sich kein Mann findet, die Juden zu beschützen, dann werde ich mich opfern.“. Obwohl die Medien den Fall als Hysterie herunterspielten, wurde daraufhin ihrem Mann am 11. Februar 1936 die venia legendi aufgrund der Reichshabilitationsordnung entzogen. Es war der einzige belegte Fall eines Protests gegen die Deportationen der Juden in Göttingen.
Spyro Kyropoulos und seine Frau verließen Deutschland. Anschließend wurde Kyropoulos Research Fellow am California Institute of Technology von 1937 bis 1949, und dann Research Associate ab 1949. 1940 wurde er Fellow der American Physical Society.

## Werke
- S. Kyropoulos: Ein Verfahren zur Herstellung großer Kristalle, in: Zeitschrift für anorganische und allgemeine Chemie, Bd. 154 (1926), S. 308–313. doi:10.1002/zaac.19261540129 (Dieser Artikel beschreibt auch anhand von Skizzen alle wichtigen Details des Nacken-Kyropoulos-Verfahrens.)